# Danny Ward (rugby à XIII)

a Compétitions nationales et continentales officielles uniquement.

b Matchs officiels uniquement.
Daniel Ward dit Danny Ward, né le 15 juin 1980 à Dewsbury (Angleterre), est un joueur anglais de rugby à XIII reconverti en tant qu'entraineur. Il évolue en tant que joueur au poste de pilier, de deuxième ligne ou de talonneur en Super League, tout d'abord à Leeds avec lequel il remporte un World Club Challenge (2005), une Super League (2004) et la Challenge Cup (1999) avant de poursuivre sa carrière à Castleford et Hull KR, pour enfin la terminer aux Harlequins devenus plus tard les London Broncos. Il connaît aussi une sélection en équipe de Grande-Bretagne avec laquelle il dispute une finale du Tri-Nations 2004. 
Après sa carrière sportive, il prend en main en tant qu'entraîneur les London Broncos, alors en Championship, pour dès sa première saison leur permettre de monter en Super League.

## Palmarès

### En tant que joueur
- Collectif :
  - Vainqueur de la World Club Challenge : 2005 (Leeds).
  - Vainqueur de la Super League : 2004 (Leeds).
  - Vainqueur de la Challenge Cup : 1999[note 1] (Leeds).
  - Finaliste du Tri-Nations : 2004 (Grande-Bretagne ).
  - Finaliste de la Super League : 2005 (Leeds).
  - Finaliste de la Challenge Cup : 2000[note 1], 2003 et 2005 (Leeds).

### Performances d'entraîneur
| Club           | Début | Fin | Résultats                          |
| -------------- | ----- | --- | ---------------------------------- |
| London Broncos | 2018  |     | Promotion en Super League en 2018. |